# Яценко, Иван Фомич
Иван Фомич Яценко (1859, Николаев — 24 декабря 1896 года, Одесса) — украинский архитектор, гражданский инженер. Работал в Одессе.

## Биография
Окончил реальные училища в Николаеве и Одессе. В 1880—1886 годах учился в Санкт-Петербургском институте гражданских инженеров, выпущен по I-му разряду.
С 1888 года работал сверхштатным техником строительного отдела Одесской городской управы. Среди десятков возведенных им в Одессе сооружений — богоугодные центры, церкви, городская грязелечебница, детский курорт в парке на Хаджибейском лимане, жилой дом редактора «Одесского листка» Василия Навроцкого на улице Ланжероновской, гостиница «Версаль» на углу Греческой улицы и Красного переулка.
С 1888 года был членом и участвовал в работе Одесского отделения Императорского Русского технического общества. В 1892 году принимал активное участие в работе I съезда русских архитекторов.
В 1893 году жил в доме Ралли на Дерибасовской ул., 9, в 1895—1896 переехал в дом Стамбурского на ул. Новосельского, 99 (тогда № 57).
Скончался 24 декабря 1896 года (5 января 1897) в Одессе. Был похоронен на Первом Христианском кладбище Одессы. В 1937 году кладбище было разрушено и на его месте открыт «Парк Ильича» с развлекательными аттракционами, а часть парка передана Одесскому зоопарку. Сейчас достоверно известно лишь о некоторых перезахоронения со Старого кладбища, данные о перезахоронении Яценко отсутствуют.

## Известные постройки
- Дом Навроцкого (1891)
- Дом Трапанни (1880)

## Галерея

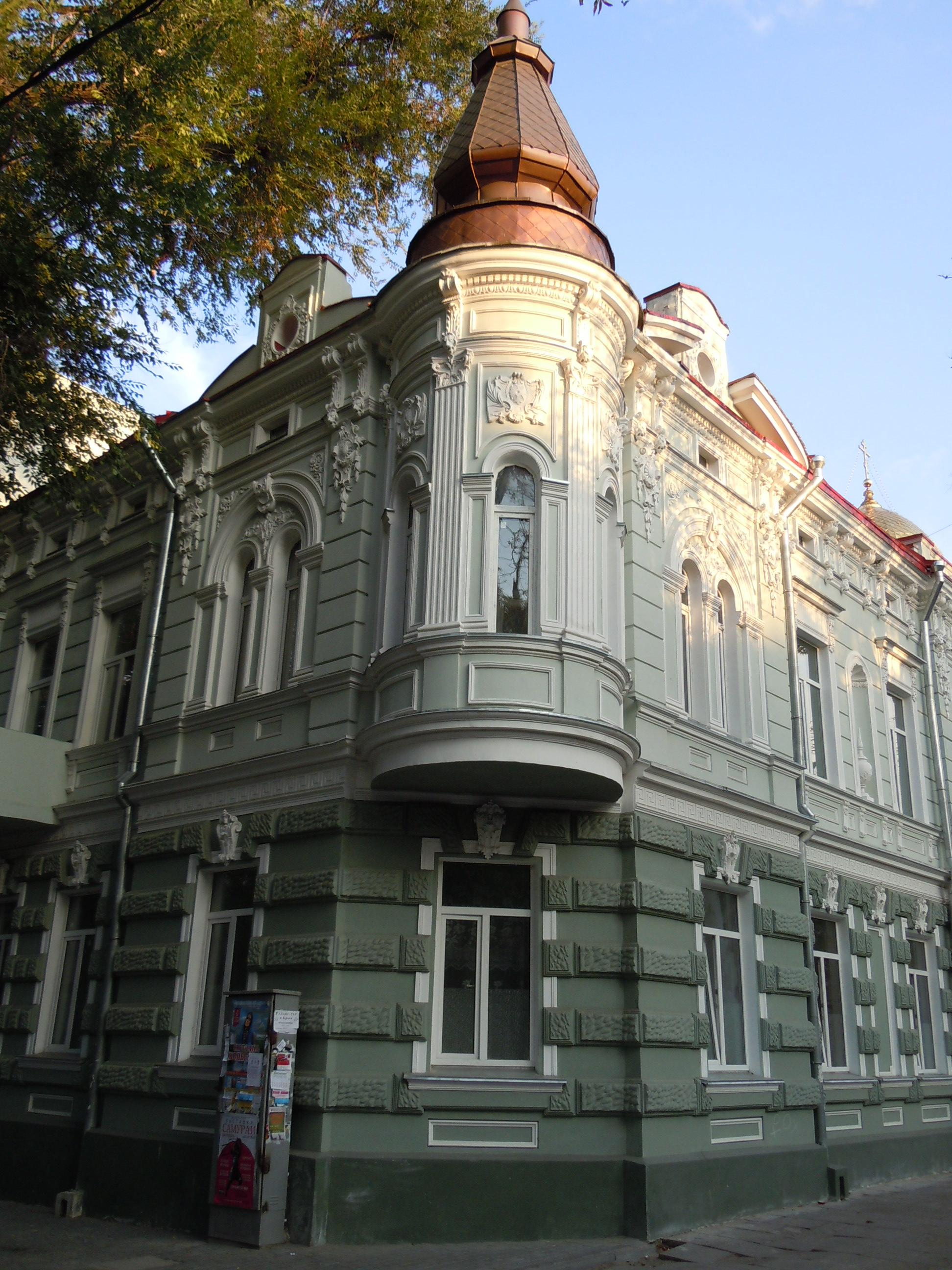
Дом причта Греческой церкви, 1890
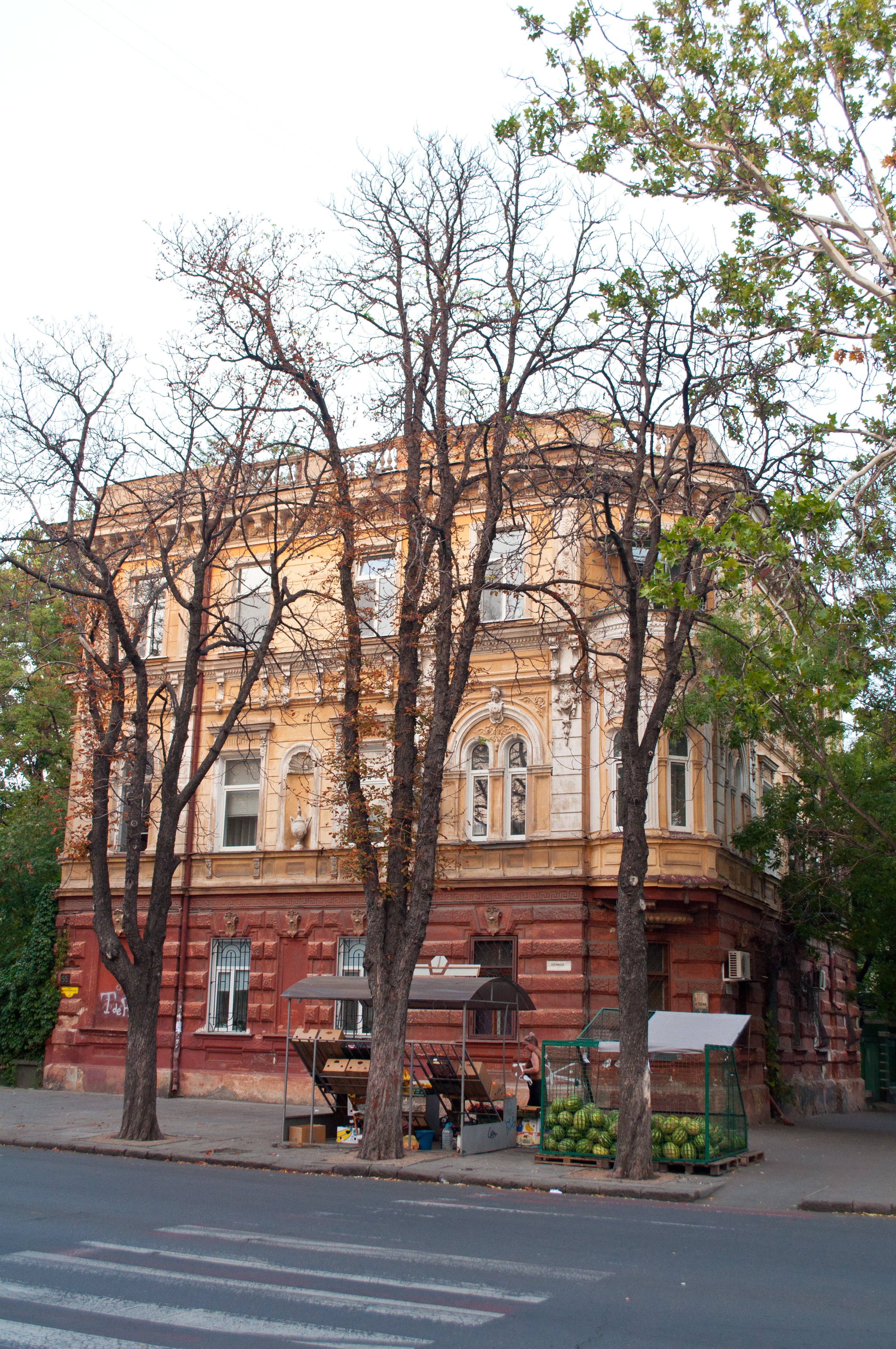
Дом причта Греческой церкви, 1890
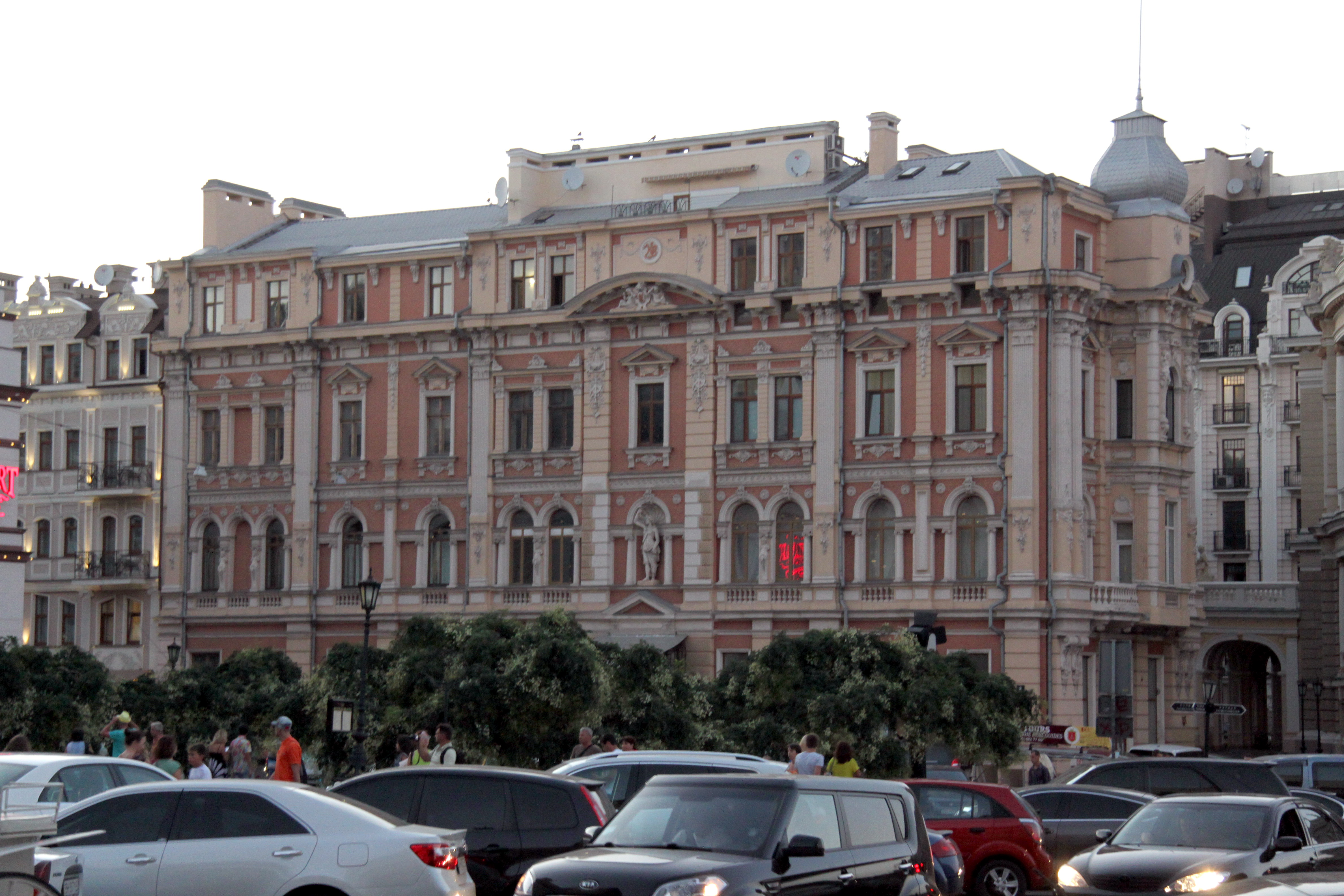
Дом Навроцкого, 1891
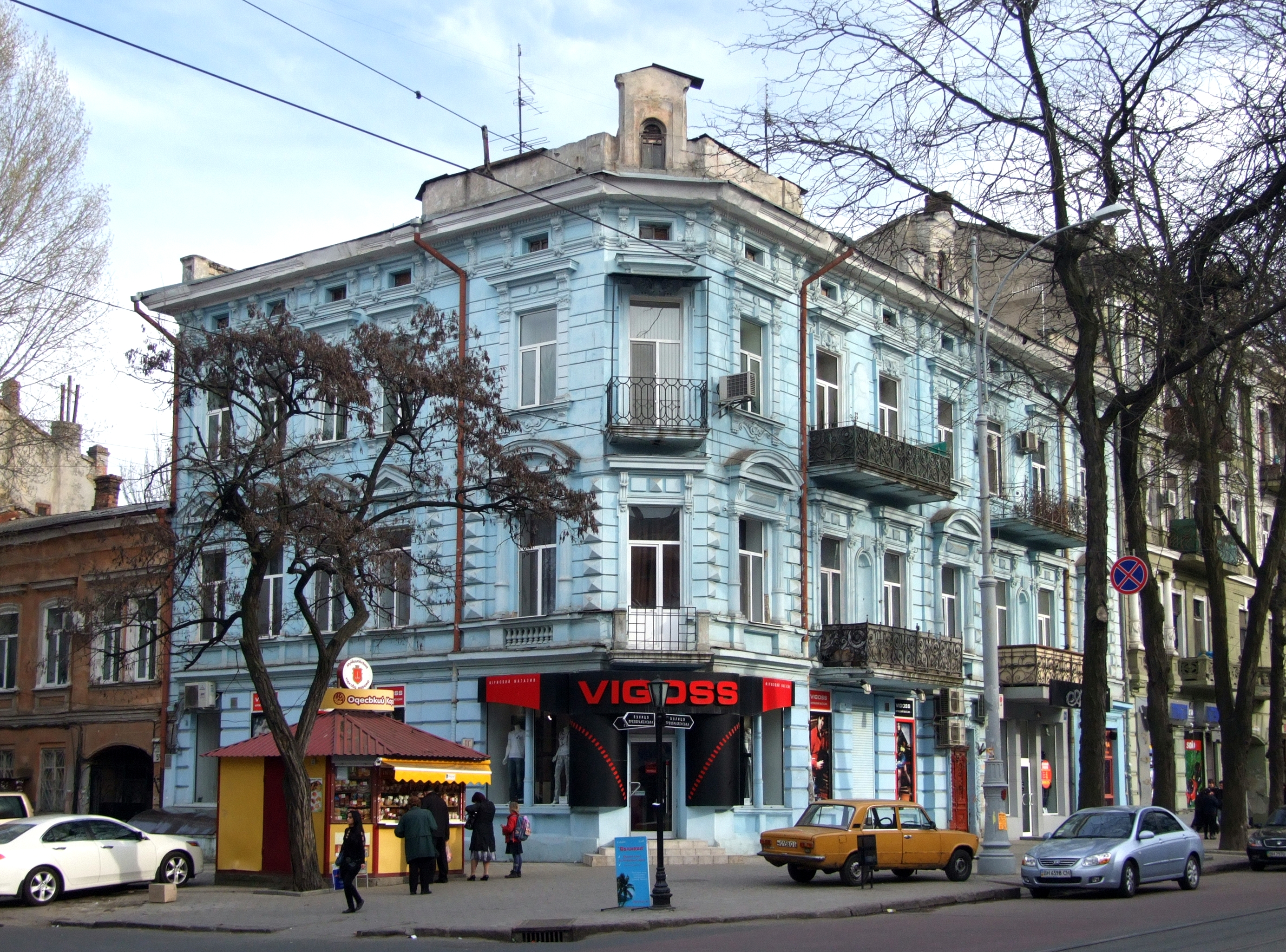
Дом Летника, 1893
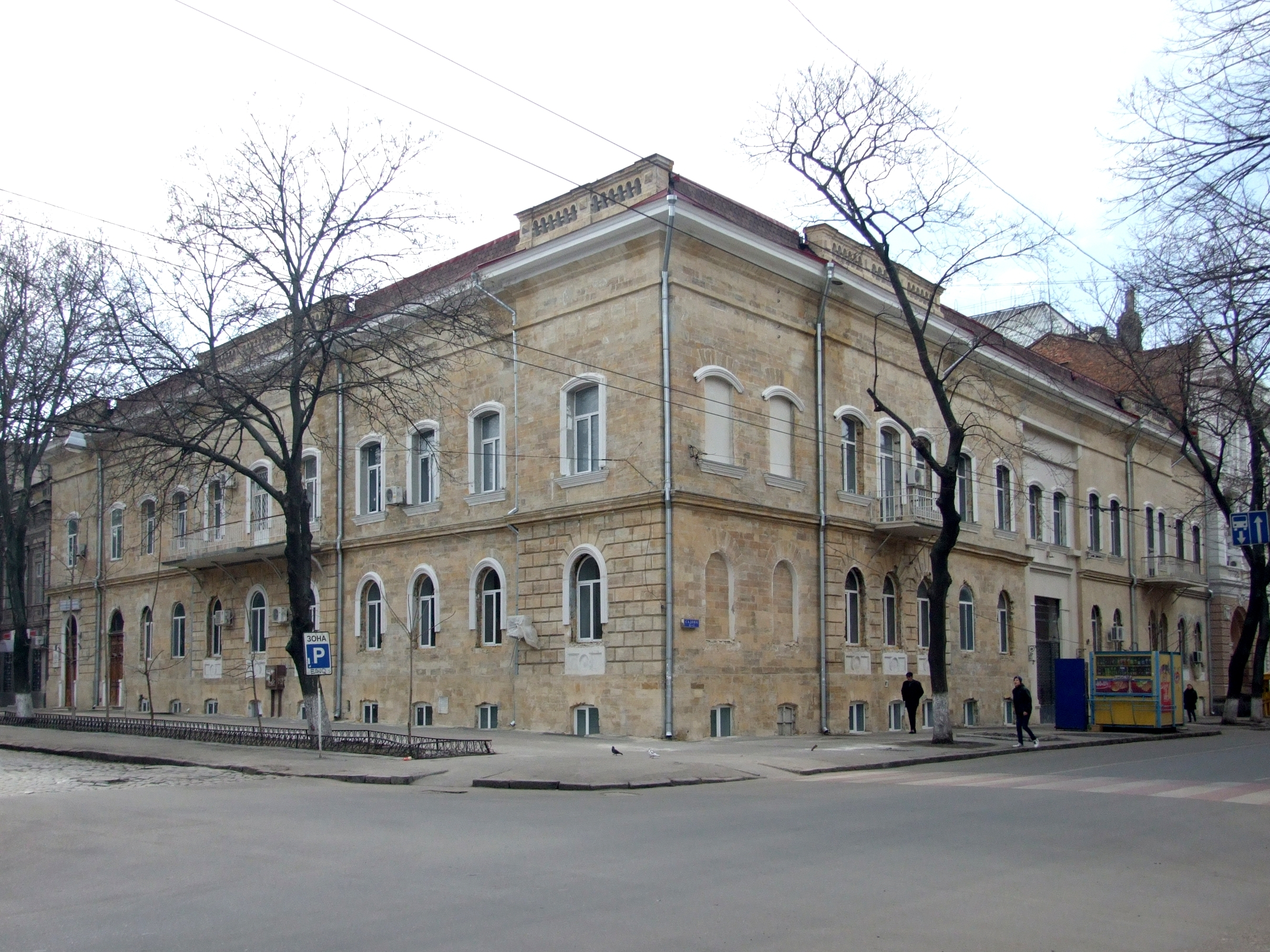
Дом О. П. Демидовой Сан-Донато, 1893
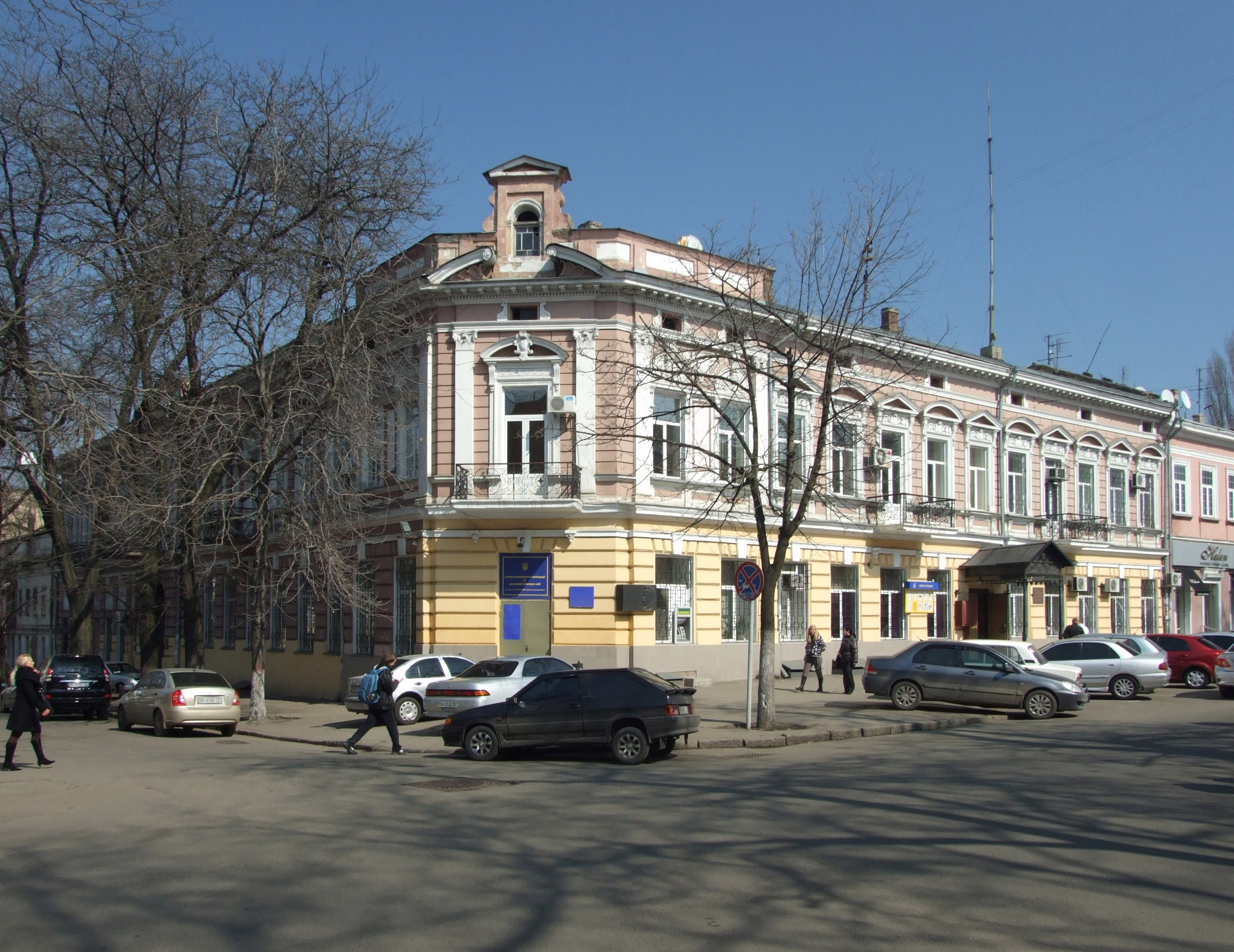
Дом П. К. Ларионова, новый фасад 1894
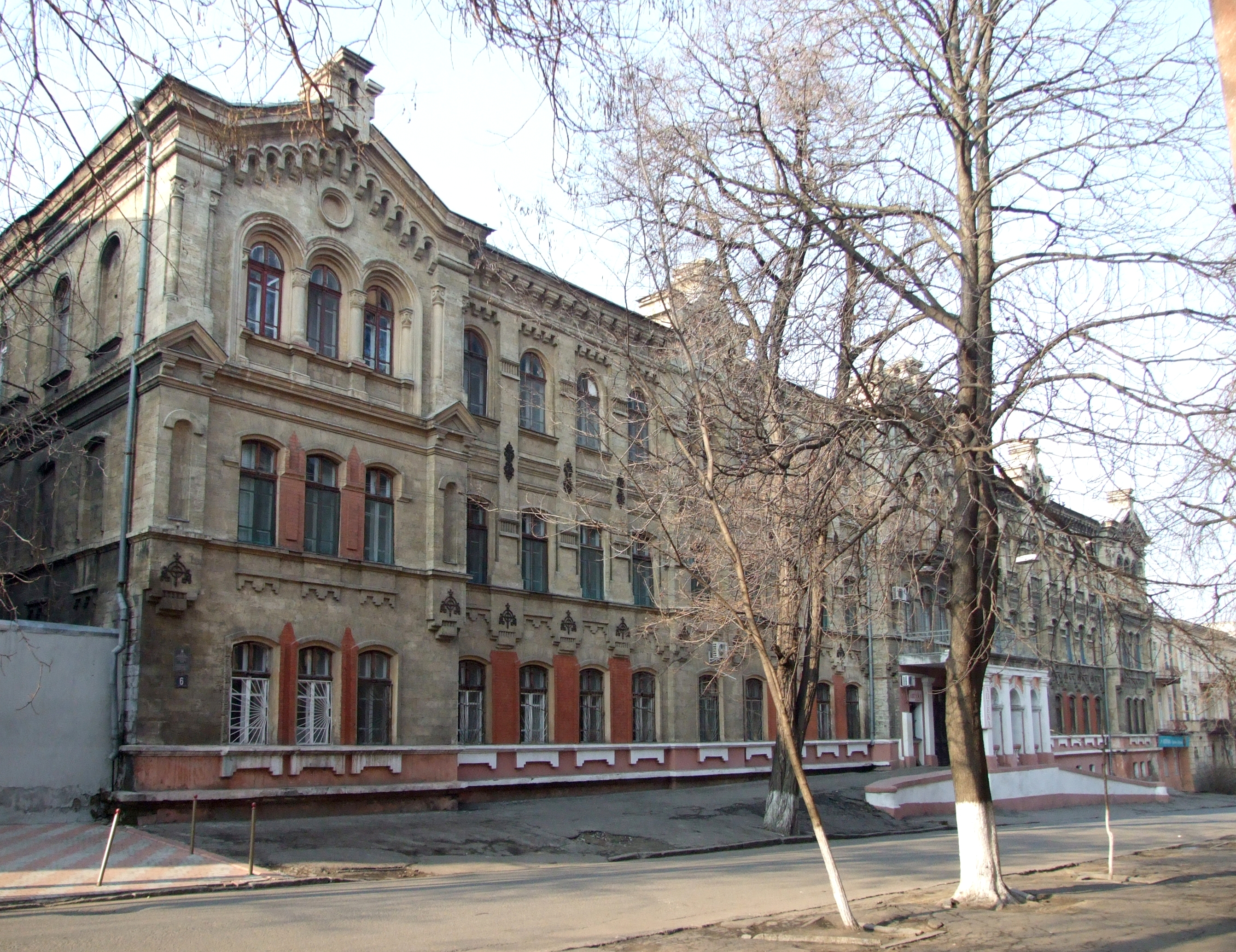
Валиховский переулок, 1895
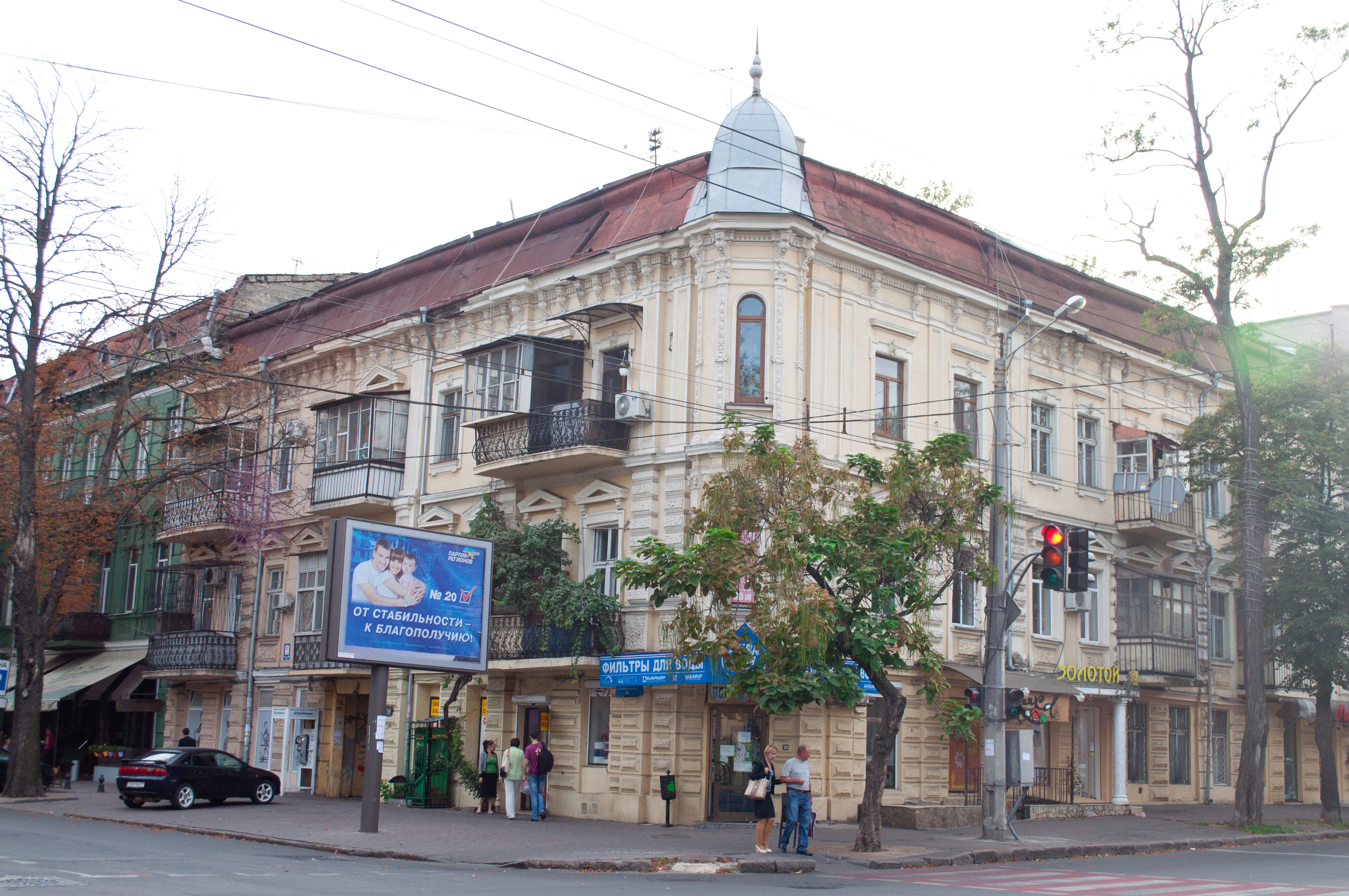
Дом Дробинского, 1890-е